# 비트박스 은준
Beatbox 은준은 Rivers Crew 소속의 비트박스 뮤지션이다. 초등학교 때 비트박스를 처음 접한 이후로 매력을 느껴서 비트박서의 길을 걷게 되었으며, 한국에서 최초로 비트박스 씬을 만든 사람 중 하나이기도 하다.
리쌍의 1, 2집에 참여하면서 좀 더 인지도를 키우면서 몇 번의 비트박스 스쿨을 운영하기도 하였는데, 그가 가르친 사람 중에는 정종철, 세븐 등이 포함되어있다.
2010년에는 앨범을 준비하고 있다는 소식이 들려왔으나, 현재까지 이 앨범은 나오지 않았다. 2011년 9월에는 프리스타일 배틀인 BOXER에 출연하였다.

## 방송 출연
- e편한세상 광고
- 라인업 힙합 특집 게스트

## 디기리와의 갈등
2004년 초 경, 힙합플레이야에 Beatbox 은준은 디기리에 대해 비난을 하는 글을 올렸다. 대강의 내용은, 자신이 디기리에 해준 것에 대해 디기리가 보답도 안 하면서 생색만 내는 이기적인 인간이라는 것이었다. 며칠 지나지 않아 디기리도 그에 대해 반박하는 내용의 글을 써서 둘의 갈등의 골은 깊어졌다.
이후 MTV 프로그램 이혁재의 파티왕에 출연한 둘은, 이혁재가 화해 분위기를 애써 몰아갔지만 여전히 어색함을 연출하였다. 이들이 화해했는지는 알려져있지 않으나 적어도 2005년 정도까지는 좋지 않은 사이가 이어진 것으로 보인다.

## 같이 보기
- 비트박싱